# Antiga rectoria de Bar
Antiga rectoria de Bar és una obra del municipi del Pont de Bar (Alt Urgell) protegida com a bé cultural d'interès local.

## Descripció
L'antiga rectoria de Bar es troba al sector de ponent de la plaça de l'església de Sant Esteve de Bar. Es tracta d'un gran casal de planta rectangular amb un petit mòdul adossat també de planta rectangular. La façana de l'antiga rectoria de Bar es distribueix en tres pisos, més les golfes. La Coberta és de teula a doble vessant sense ràfec. La porta d'accés és d'arc de mig punt adovellat. A banda i banda s'obren dues petites finestres rectangulars coronades per arcs rebaixats de llosa. Aquestes obertures són petites amb relació a la façana.
A la primera planta trobem una gran balconada de fusta amb una petita coberta a una sola vessant. Aquesta està descentrada cap al costat nord i consta de dues portes d'arc rebaixat. A l'extrem sud hi ha una finestra rectangular amb arc rebaixat de llosa. El segon pis presenta tres finestres rectangulars coronades en arc rebaixat de lloses. Per acabar, a les golfes hi ha dues petites finestres quadrangulars, una d'elles centrada a l'eix de la façana.
El parament de la façana de l'antiga rectoria de Bar està format per carreuons toscament desbastats, disposats en filades més o menys irregulars. A les cantonades i a les llindes de portes i finestres hi ha carreus més grans. La part baixa de la façana i la zona de la balconada està arrebossada amb morter de calç.

## Història
No tenim notícies històriques directes de la rectoria. L'any 1010 sabem de l'existència de la parròquia de Bar i, per tant, de la presència d'un rector. És clar que tant l'església de Bar com la residència del rector no eren tal com les coneixem actualment. La rectoria es podria datar a l'entorn del segle xviii.